# Frans Backhuijs
F.Th.J.M. (Frans) Backhuijs (Utrecht, 24 juli 1960) is een Nederlands politicus en bestuurder. Hij is lid van de VVD. Sinds 31 maart 2025 is hij waarnemend burgemeester van Lochem.

## Biografie
Backhuijs ging van 1972 tot 1978 naar het atheneum-B op het Jeanne d'Arc Lyceum in Maastricht en volgde van 1978 tot 1987 een niet afgeronde opleiding technische natuurkunde op de Technische Universiteit Eindhoven. Hij werd er lid van de JOVD. Van 1988 tot 1994 volgde hij een niet afgeronde opleiding bestuurskunde op de Open Universiteit. Van 1982 tot 1986 was hij fractiemedewerker van de VVD in zowel de Agglomeratie Eindhoven als de gemeenteraad van Eindhoven.
Van 1986 tot 2002 was Backhuijs gemeenteraadslid van Eindhoven, van 1990 tot 1994 als VVD-fractievoorzitter. Van 1994 tot 2002 was hij er wethouder. Van 2002 tot 2004 was hij commercieel manager bij Ballast Nedam. Vanaf 1 maart 2004 was hij burgemeester van Oldenzaal en van 11 mei 2011 tot 11 mei 2023 burgemeester van Nieuwegein. Bij zijn afscheid ontving hij de erepenning van Nieuwegein.
Van 13 december 2023 tot 4 mei 2024 was Backhuijs waarnemend burgemeester van Leusden. Van 18 juni 2024 tot 15 januari 2025 was hij waarnemend burgemeester van Oosterhout. Met ingang van 31 maart 2025 werd hij waarnemend burgemeester van Lochem. Hij zal zich gedurende zijn waarneming onder meer richten op het verbeteren van de politiek-bestuurlijke verhoudingen in de gemeente, zoals verwoord in het rapport ‘Verantwoordelijk Lochem’ van Dick de Cloe. De waarneming duurt tot de installatie van de nieuwe kroonbenoemde burgemeester. Die is voorzien in het voorjaar van 2027.
Daarnaast werd Backhuijs voorzitter van de Bronhouders en Afnemersoverleg BAG en BGT en van de Bronhouders en Afnemersoverleg WOZ bij het Kadaster en lid van de adviesraad van de Geologische Dienst Nederland bij de TNO. Hij werd ook voorzitter van de Vereniging Groote Sociëteit Oldenzaal.
Backhuijs huwde en kreeg een dochter.